# Biblioteca comunale Eugenio Garin
La biblioteca comunale Eugenio Garin (abbreviata: BEG) è una biblioteca pubblica situata a Mirandola, in provincia di Modena.
Fondata nel 1870 dopo lo smembramento dell'antica biblioteca del convento di San Francesco d'Assisi, la raccolta libraria è dedicata alla memoria di Eugenio Garin, che fu uno dei massimi studiosi moderni di Giovanni Pico della Mirandola.
Il fondo antico della biblioteca custodisce preziose cinquecentine di Giovanni e Giovanfrancesco Pico, Antonio Possevino, Roberto Bellarmino, Girolamo Savonarola, fra cui diverse opere stampate da Aldo Manuzio.

## Storia

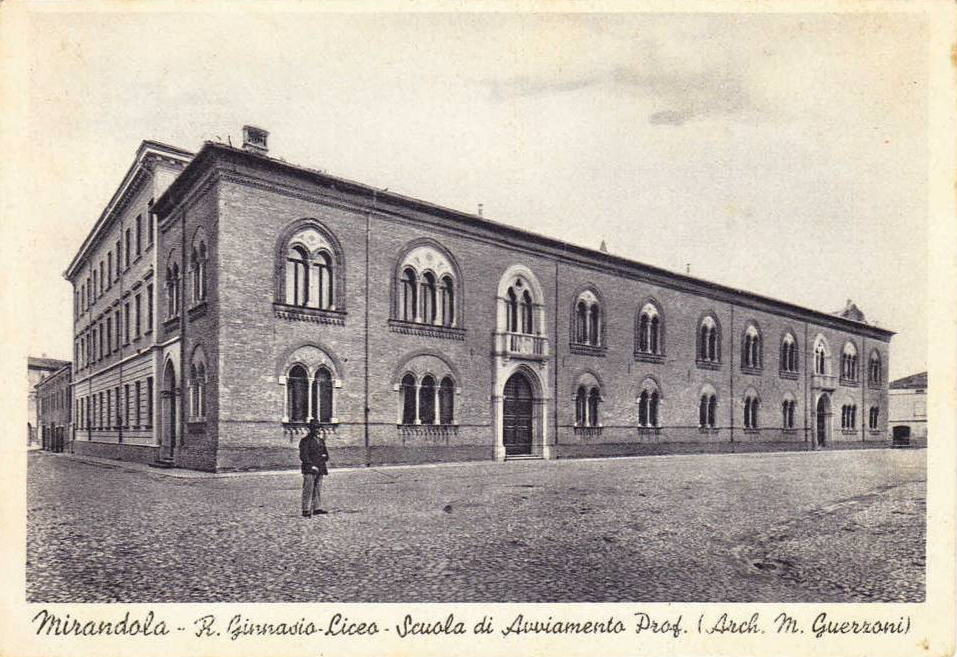
L'ex convento di San Francesco, sede della biblioteca comunale dal 1923 al 1983

A seguito della soppressione degli ordini monastici voluta dal Regno d'Italia, nel 1870 l'amministrazione comunale di Mirandola decise di allestire una biblioteca pubblica all'interno dell'ex convento francescano. Inizialmente era composta da circa 4.000 volumi, alcuni dei quali molto antichi, tra cui sedici corali manoscritti su pergamena del XV-XVI secolo; altre opere includono incunaboli, cinquecentine, secentine e settecentine, generalmente a soggetto religioso o devozionale, con alcuni testi classici latini tra cui Cicerone ed Orazio.
Nel 1909 il patrimonio librario viene arricchito da una cospicua donazione da parte dell'avvocato Francesco Molinari, già sindaco e studioso di storia locale, oltre che curatore delle Memorie storiche della città e dell'antico Ducato della Mirandola. In questa collezione di circa 16.000 volumi e documenti riguardanti le famiglie nobili mirandolesi, incluse alcune lettere originali di membri della famiglia Pico, sono raccolte preziose opere filosofiche, giuridiche e classiche di autori latini, oltre che saggi di Savonarola e Antonio Bernardi. In particolare, si ricordano anche molte opere di Giovanni Pico (le Opera omnia del 1506 e 1557 e l'Heptaplus del 1555) e di Giovan Francesco Pico. Il fondo Molinari include inoltre molti testi giuridici, letterari e storici.
Nel 1923 l'amministrazione comunale fece ristrutturare l'intero ex convento francescano, con sistemazione delle facciate in stile neogotico: ne divenne la sede delle scuole tecnico-professionali e del liceo-ginnasio Giovanni Pico (prima ospitati presso il palazzo delle scuole elementari. Venne altresì edificato un palazzo nell'adiacente via Giuseppe Verdi, che diventò sede della biblioteca comunale e del museo civico.
Dal 1923 al 1927 e dal 1945 al 1950 Giovanni Cavicchioli fu direttore della biblioteca comunale, per la quale acquisì la collana Teatro dell'editore milanese Rosa e Ballo.

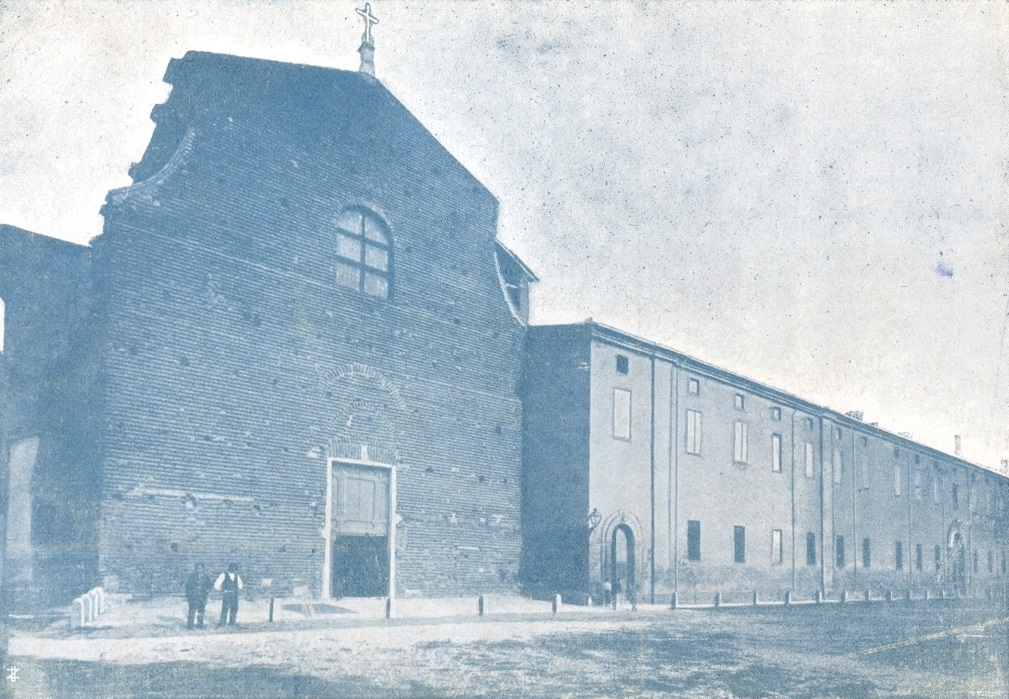
La chiesa del Gesù e l'ex convento, sede della biblioteca dal 1983 al 2012

Nel settembre 1981 la biblioteca ricevette in dono da Oreste Gelmini i circa 150 volumi degli atti parlamentari delle tre legislature (1953-1968) a cui partecipò l'ex sindaco mirandolese.
Nel 1982 venne donato il fondo della casa editrice Il Mulino, composta da 8.000 volumi di scienze sociali, editi a partire dal secondo dopoguerra e già facenti parte dell'Istituto Carlo Cattaneo di Bologna.
Nel 1983 la biblioteca fu trasferita in via Francesco Montanari al piano terra dell'ex collegio dei gesuiti, mentre al piano superiore venne realizzato il centro culturale polivalente e il museo civico.
Nel 1985 don Francesco Gavioli dona alla biblioteca comunale di Mirandola circa 18.000 volumi ed opuscoli (tra cui incunaboli e cinquecentine), 300 manoscritti, 250 faldoni di periodici e 554 faldoni di miscellanea, 912 faldoni di archivi e circa 120.000 cartoline storiche.
A seguito del grave terremoto dell'Emilia del 2012, la sede bibliotecaria è stata gravemente danneggiata e resa completamente inagibile. L'11 maggio 2014 è stata inaugurata la sede temporanea della biblioteca, all'interno del nuovo polo scolastico di via 29 maggio 2012. Nei progetti di ricostruzione post-sisma è prevista la ricollocazione della biblioteca comunale all'interno dell'ex sede del liceo Giovanni Pico, nel chiostro di San Francesco, che diventerà il nuovo polo culturale.

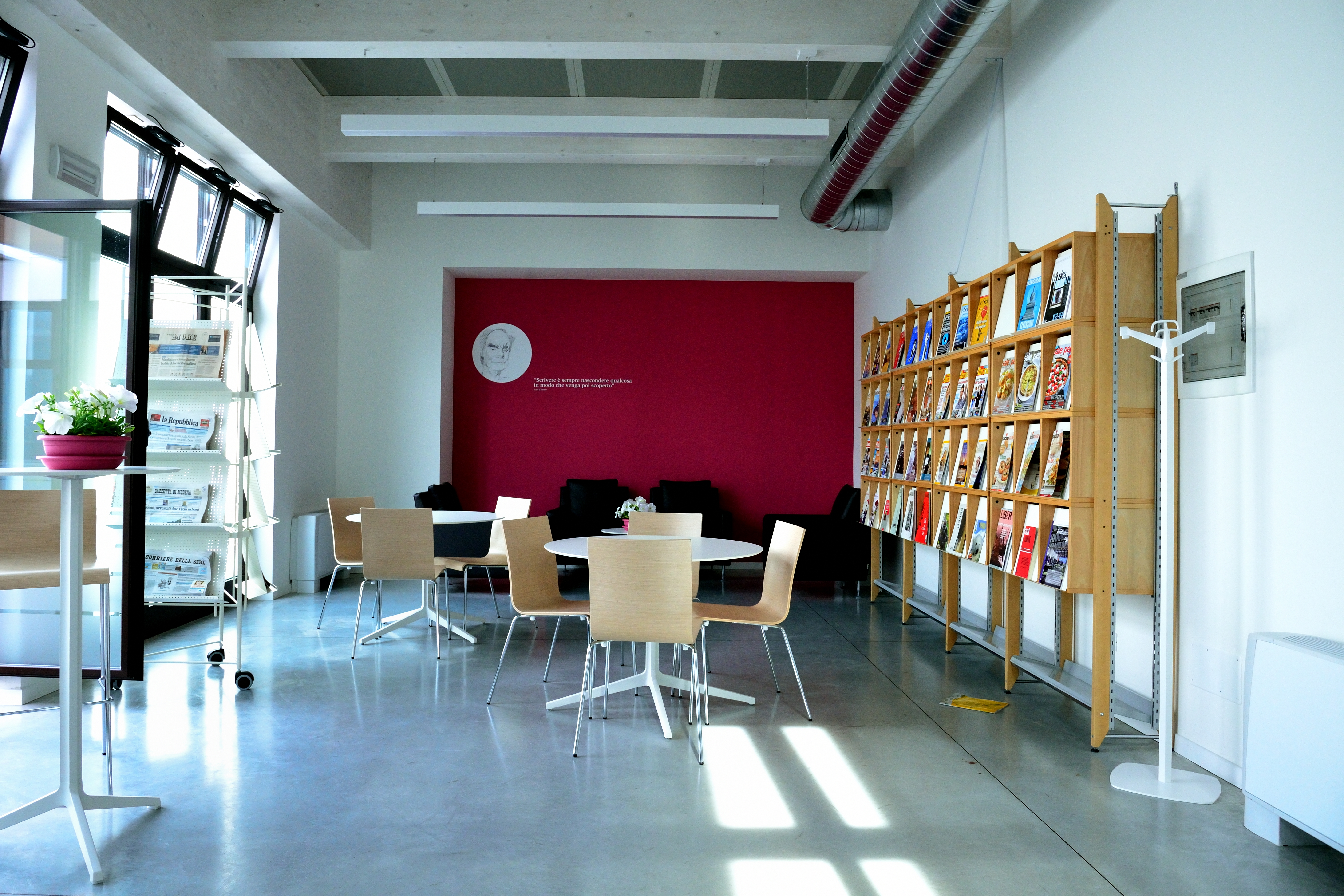
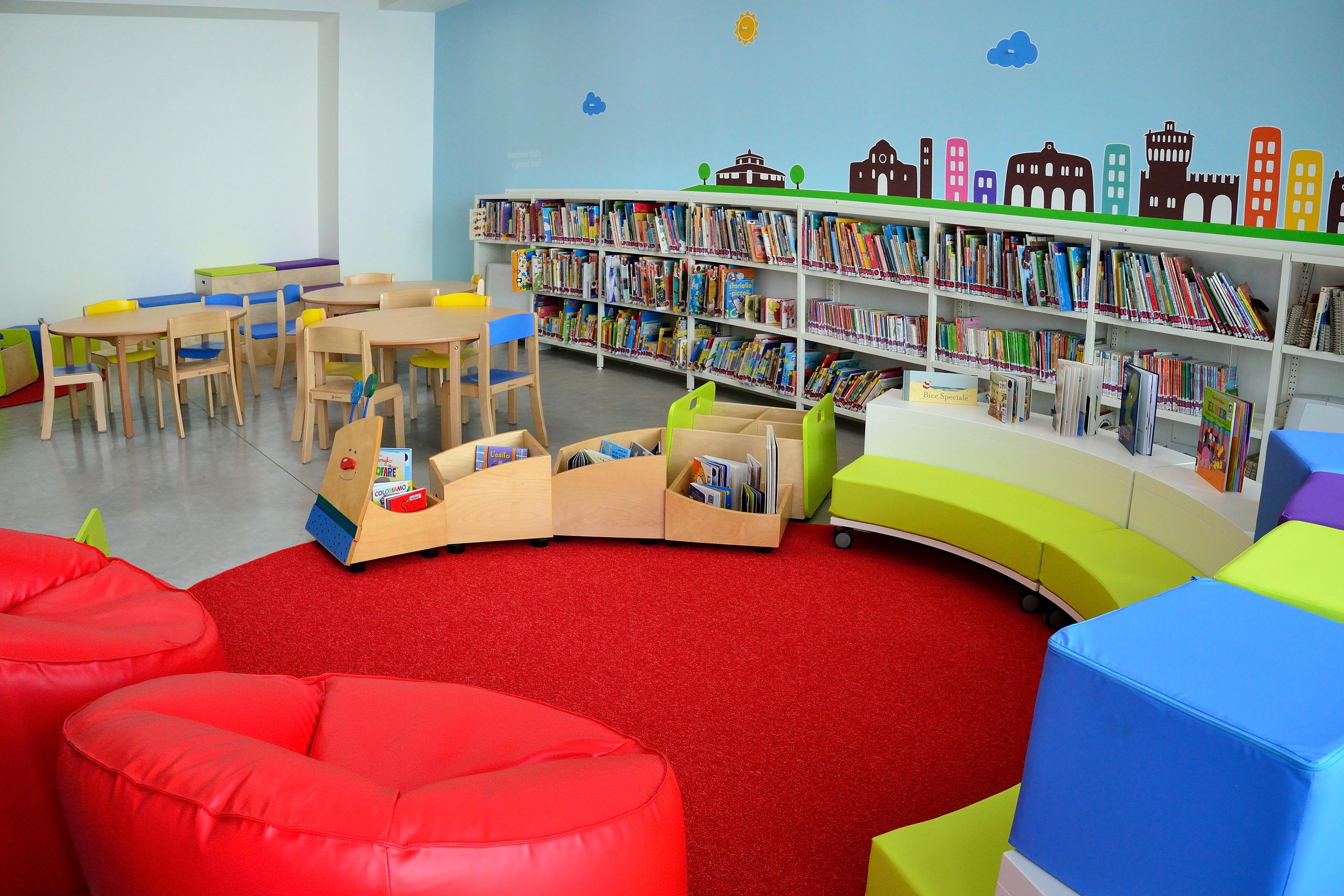
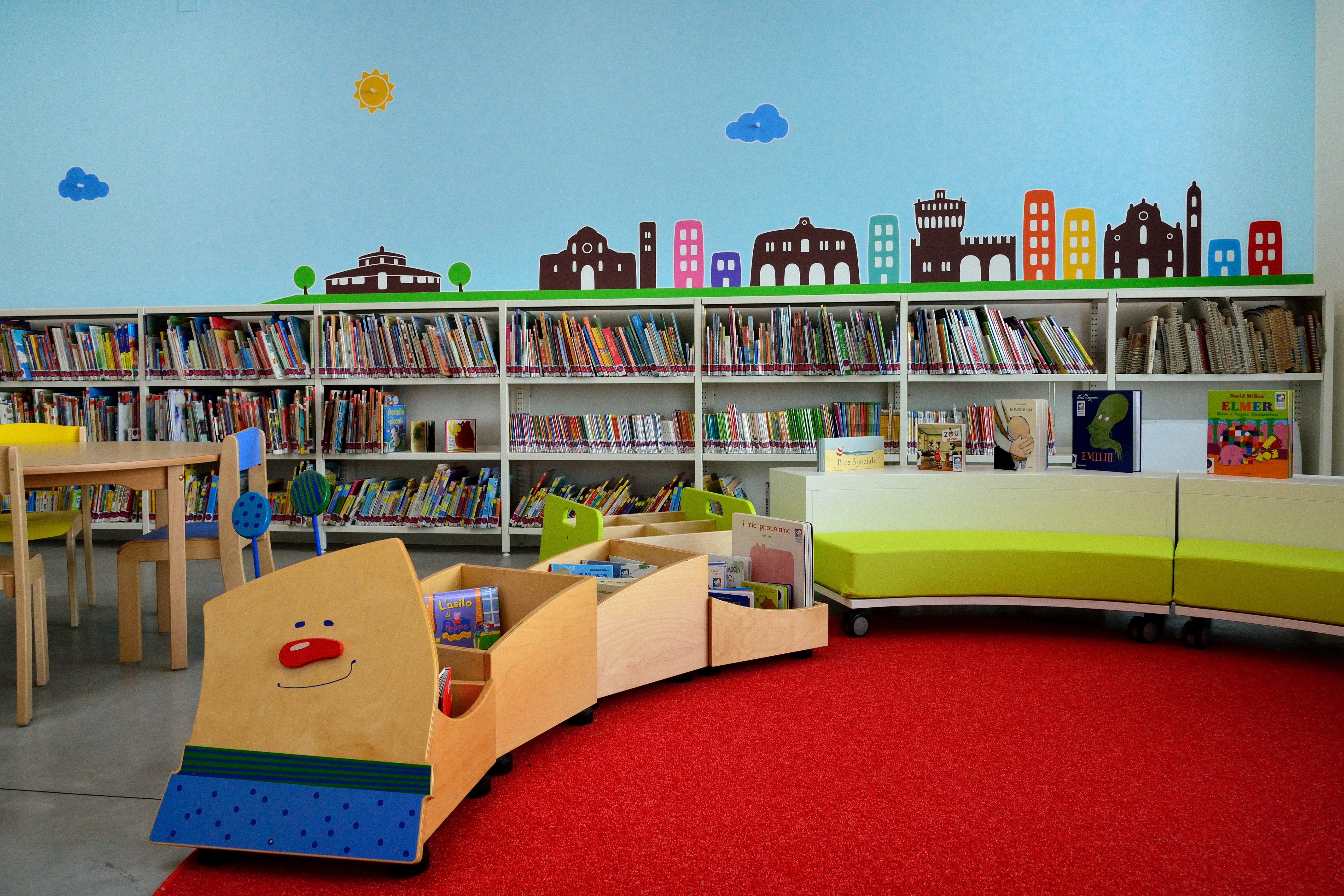
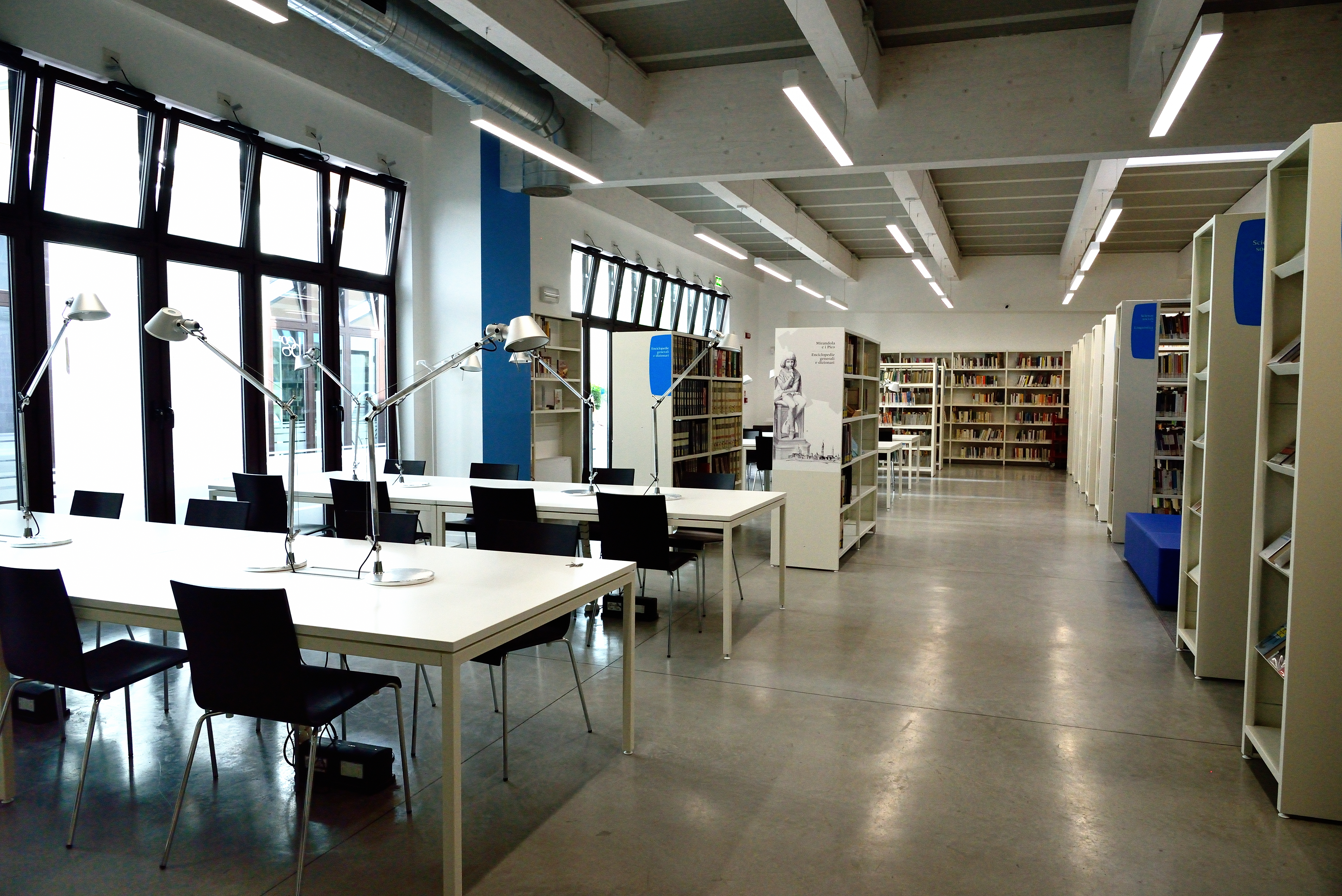
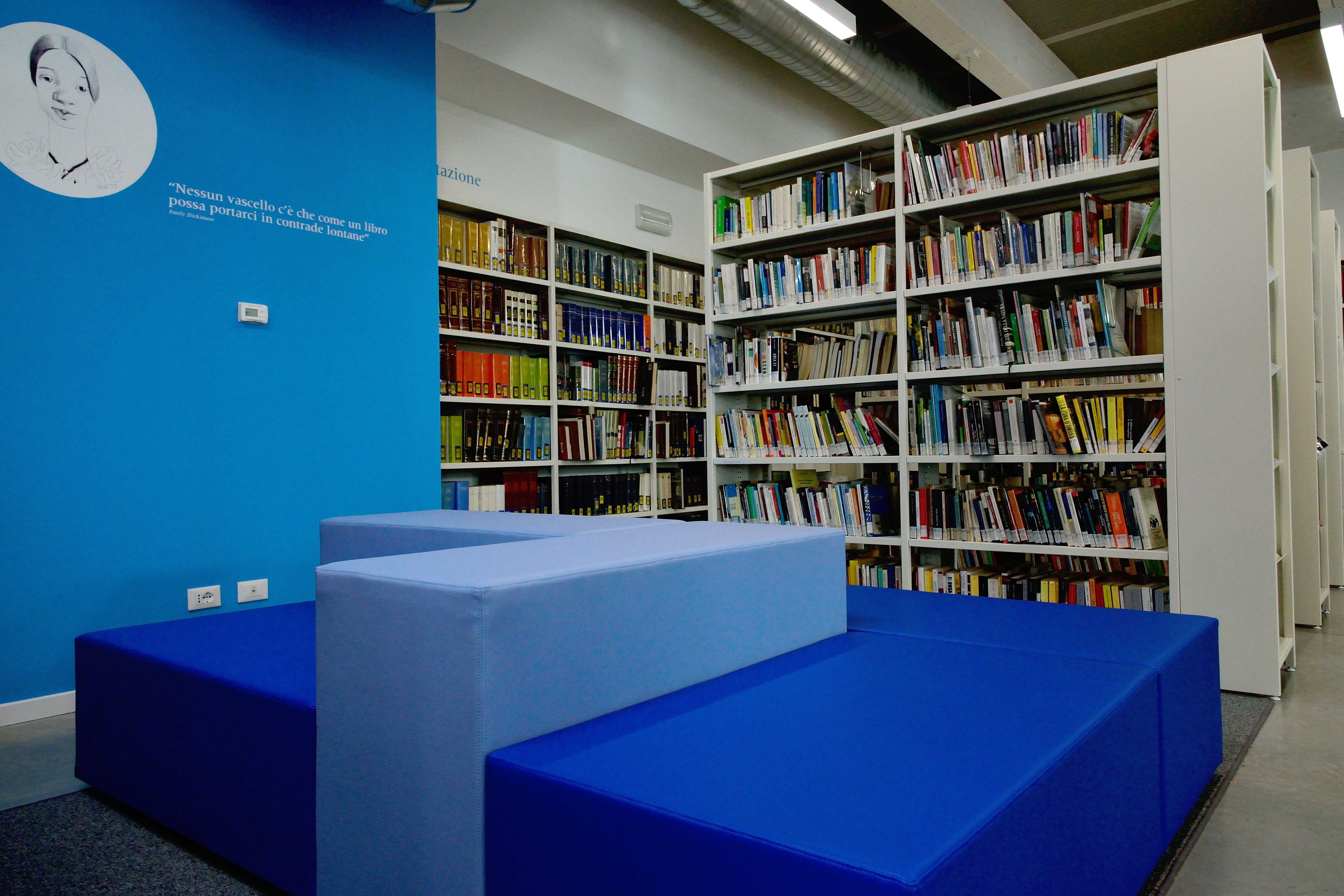

## Il patrimonio documentario

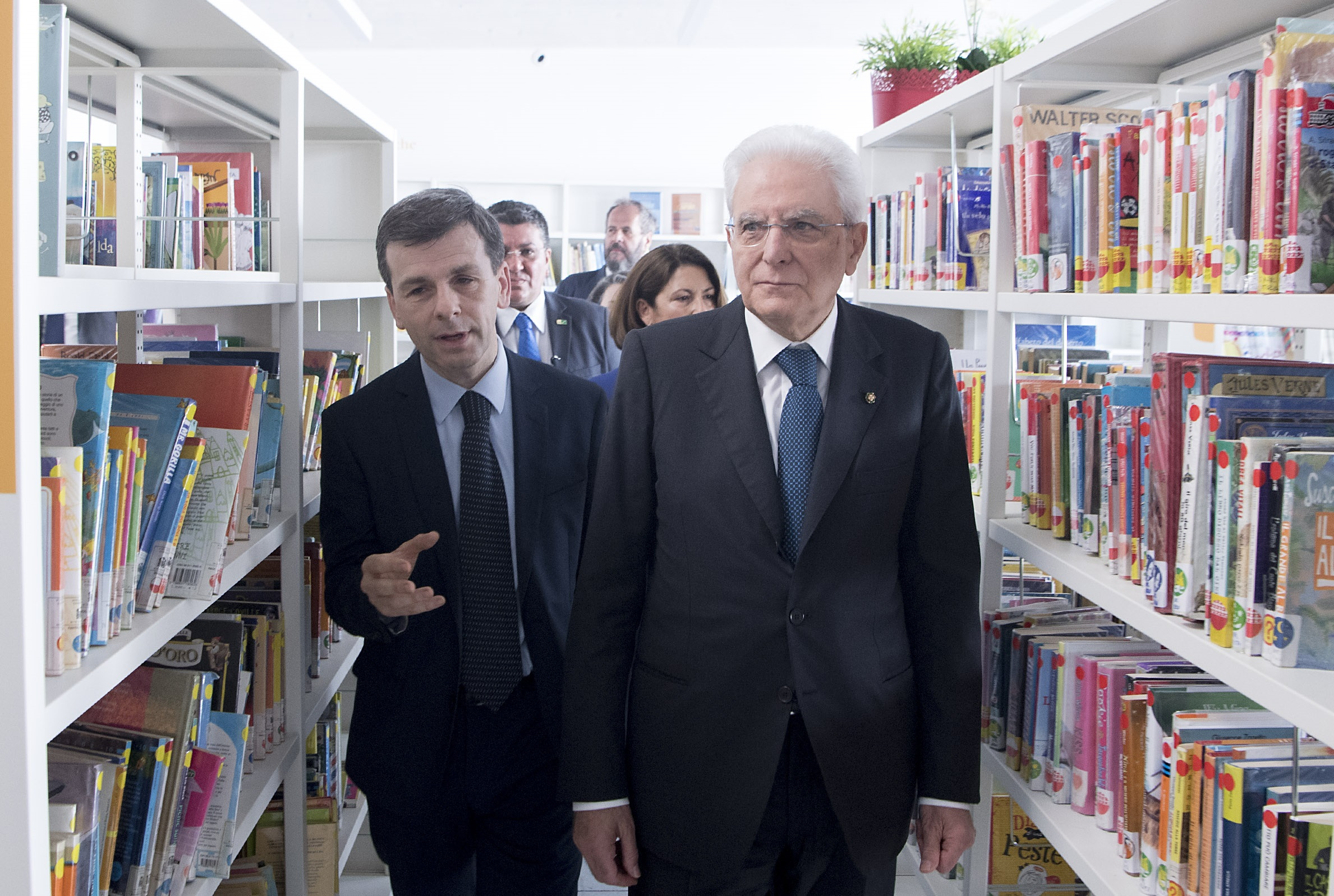
Il Presidente della Repubblica Sergio Mattarella visita la biblioteca "Eugenio Garin" (29 maggio 2017).

Il patrimonio documentario storico del fondo antico della biblioteca comunale "Eugenio Garin" include opere preziose e rare. In particolare sono conservate:
- un corale del 1442, con miniature realizzate da Bonifacio Bembo
- Giovanni Pico della Mirandola:
  - Opera Omnia, edita da Ludovico Mazzali (Reggio Emilia, 1506)
  - Opera Omnia, edita da Girolamo Scoto (Venezia, 1557)
  - Heptaplus, edita da Lorenzo Torrentino (Firenze, 1555)
- Giovanni Francesco II Pico:
  - Liber de veris calamitatum causis nostrorum temporum, edito da Giovanni Mazzocchi (Mirandola, 1519)
  - Examen vanitatis doctrinae gentium, edito da Giovanni Mazzocchi (Mirandola, 1520)
- le Institutiones del Corpus Iuris Civilis (Venezia, 1561)
- l'edizione originale della Moscovia di Antonio Possevino, stampata in latino nel 1586 a Vilnius (Lituania) e che descrive la sua missione di legato pontificio presso la corte di Ivan il Terribile;
- testi di autori della Controriforma: Bartoli, Bellarmino, Segneri, numerosi classici latini, ma anche i numerosi tomi delle Opere drammatiche di Metastasio (Venezia, Bettinelli, 1748-1766).
- Delle rivoluzioni d'Italia, opera in 25 volumi di Carlo Denina (Venezia, 1817)
- Saggio sull'umano intelletto, di John Locke (Venezia, 1801)